# Goniozus musae
Goniozus musae – gatunek błonkówki z rodziny płaszczykowatych i podrodziny Bethylinae.
Gatunek ten został opisany w 2013 roku przez Darrena Francisa Warda.
Złotolitka znana wyłącznie z krótkoskrzydłych samic o ciele długości od 3 do 3,3 mm. Głowa jest czarna z brązowymi czułkami, silnym kilem na nadustku i tęgimi żuwaczkami, z których każda m 4 tępe zęby. Mezosoma jest czarna. Odnóża mają ciemnobrązowe biodra i uda oraz umiarkowanie brązowe golenie i stopy. Skrzydła sięgają tylko do połowy pozatułowia. Drobno ziarenkowana metasoma ma barwę ciemnobrązową do czarnej.
Owad endemiczny dla Nowej Zelandii, znany tylko z regionu Auckland na Wyspie Północnej.